# Bardaï
Bardaï (em árabe: برداي; romaniz.: Bar̊dāy) é uma pequena cidade e oásis no sudoeste do Chade. É a capital da província de Tibesti.
O primeiro europeu que relatou a existência de Bardaï foi o explorador alemão Gustav Nachtigal, que chegara ao local a 8 de agosto de 1869, mas teve de fugir a 3 e 4 de setembro devido à atitude hostil da população tubu local. A cidade foi invadida pelos turcos por volta de 1908 e, em 1911, estes tinham 60 homens e seis canhões em Bardaï.
Bardaï foi alvo da atenção internacional em 1974, quando um grupo rebelde, liderado por Hissène Habré, atacou a cidade e capturou uma arqueóloga francesa, Françoise Claustre, e dois outros cidadãos europeus. Durante a guerra civil, os rebeldes criaram ali uma estação de rádio antifrancesa, conhecida como a “Voz da Libertação do Chade”, ou Rádio Bardaï. No início da década de 1980, foi estabelecido em Bardaï um governo de oposição liderado por Goukouni Oueddei, com o apoio militar líbio. Em dezembro de 1986, as forças de Habré atacaram os líbios em Bardaï.
A língua tedaga é falada na região de Bardaï, no norte do Chade, embora a língua dazaga seja uma língua secundária. A cidade é servida pelo aeroporto de Zougra. [carece de fontes?]